# The New Grolier Multimedia Encyclopedia
The New Grolier Multimedia Encyclopedia — мультимедийная энциклопедия на CD-ROM, впервые выпущенная в 1992 году издательством Grolier. Её основой была 21-томная Академическая американская энциклопедия, дополненная аудио- и видеоматериалами. Энциклопедия включает 33 тысячи статей, из которых 7 тысяч включают обновления по сравнению с бумажным изданием.

## Мультимедийные элементы
Энциклопедия включает:
- около 3000 цветных и чёрно-белых фотографий;
- 35 минут аудио, в том числе музыку, известные речи и звуки животных;
- около 30 анимационных видеороликов, иллюстрирующих такие процессы, как формирование звуков человеческой речи или дрейф континентов;
- около 50 видеоклипов (например, запуска космического корабля «Аполлон»).
- более 250 карт штатов США и стран мира.

## Возможности
Для навигации по статьям мультимедийная оболочка включает режим «дерева знаний», позволяющий перейти к нужной статье, добравшись до неё по тематической иерархии. Кроме того, можно использовать режим временной линии, алфавитный список статей, навигацию по ключевым словам и полнотекстовый поиск с поддержкой булевых операций.

## Сравнение с конкурентами
В обзоре в журнале PC Magazine отмечалось, что по сравнению с конкурирующими мультимедийными энциклопедиями, в частности, Compton's Interactive Encyclopedia и Microsoft Encarta, энциклопедия от Grolier содержит меньше аудиовизуальных материалов и больше текста, и ориентирована на пользователей с более высоким образовательным уровнем. Говорилось также о наличии научно-справочного аппарата, такого как библиографии и таблицы, а также о наличии подписей авторов в основных статьях, позволяющих оценить их авторитетность.